# 칼치나이아
칼치나이아 (Calcinaia) 이탈리아 토스카나주의 피사도에 위치한 코무네 (지방자치단체)이다. 피사에서 서쪽 약 50 킬로미터 (31 mi), 피사에서 동쪽 20 킬로미터 (12 mi) 거리에 있다.
비엔티나, 카시나, 폰테데라, 산타마리아아몬테, 비코피사노 등과 경계를 맞대고 있다. 포르나체테가 칼치나이아에 포함되어 있다.

## 역사
칼치나이아는 아르노강의 오른쪽 제방에서 '비코 비트리' (Vico Vitri)라는 이름으로 1000년 이전에 세워졌으며 현재의 명칭은 1193년에 확인되었다. 그 당시 이곳은 푸체키오 백작의 영지였고, 이후 피사의 기벨린 가문인 '우페친기' (Upezzinghi ) 가문에게 넘어갔다.
피사 및 루카 공화국 등이 수 세기간 여기를 두고 다퉜으나, 이후 15세기에 들어 피렌체가 차지하였다. 1555년 코시모 1세 데 메디치 대공은 아르노강의 홍수를 조절하기 위해 이곳에 수리 시설 작업을 하였으며, 이를 통해 이 지역에 농업이 증진되었다.
사르디나 지역의 성 스테파노 예배당이 주요 관광지이다.

## 자매 도시
- 스페인 빌라노바델카미
- 프랑스 노브
- 프랑스 아밀리

칼치나이아는 다음과 우호 관계에 있다:
- 독일 홉슈텐
- 몰타 파올라